# August Starzeński (oficer)
August Starzeński (ur. 2 kwietnia 1889, zm. ?) – podpułkownik dyplomowany kawalerii Wojska Polskiego.

## Życiorys
Urodził się 2 kwietnia 1889 jako syn Wiktora. Po zakończeniu I wojny światowej i odzyskaniu przez Polskę niepodległości został przyjęty do Wojska Polskiego. Od listopada 1919 roku do grudnia 1921 roku był attaché wojskowym przy Poselstwie Polskim w Brukseli. Za ten okres służby otrzymał pochwałę ministra spraw wojskowych oraz „uznanie naczelnych władz wojskowych belgijskich”, czego wyrazem było nadanie mu przez Króla Belgów Alberta I Krzyża Oficerskiego Orderu Korony. 15 lipca 1920 roku został zatwierdzony z dniem 1 kwietnia 1920 roku w stopniu majora, w kawalerii, w grupie oficerów byłej armii gen. Hallera.
3 maja 1922 roku został zweryfikowany w stopniu podpułkownika ze starszeństwem z 1 czerwca 1919 roku i 78. lokatą w korpusie oficerów jazdy (od 1924 roku - kawalerii). W latach 1923–1924 był ponownie attaché wojskowym przy Poselstwie Polskim w Brukseli, pozostając oficerem nadetatowym 2 Pułku Ułanów Grochowskich w Suwałkach. W tym czasie przysługiwał mu, obok stopnia wojskowego, tytuł oficera przydzielonego do Sztabu Generalnego. Z dniem 1 listopada 1924 roku został powołany do Wyższej Szkoły Wojennej w Warszawie, w charakterze słuchacza IV Kursu Doszkolenia. 15 października 1925 roku, po ukończeniu kursu i otrzymaniu dyplomu naukowego oficera Sztabu Generalnego, został przeniesiony do kadry korpusu oficerów kawalerii przy Departamencie II Kawalerii Ministerstwa Spraw Wojskowych z jednoczesnym przeniesieniem służbowym do Oddziału IV Sztabu Generalnego na okres sześciu miesięcy. Z dniem 15 listopada 1926 roku został przeniesiony w stan nieczynny na przeciąg 12 miesięcy. W kolejnych latach przedłużano mu pobyt w stanie nieczynnym. Z dniem 31 maja 1930 roku został przeniesiony w stan spoczynku.
W 1934 posiadał przydział do Oficerskiej Kadry Okręgowej Nr I jako „oficer przewidziany do użycia w czasie wojny” i pozostawał wówczas w ewidencji Powiatowej Komendy Uzupełnień Warszawa Miasto III.
Po wybuchu II wojny światowej znalazł się w niewoli sowieckiej, przebywał w obozie w Kozielsku, skąd 7 marca 1940 w grupie kilkunastu jeńców został przewieziony do więzienia w Smoleńsku, gdzie najprawdopodobniej zginął.

## Ordery i odznaczenia
- Krzyż Walecznych (przed 1924)[13]
- Oficer Orderu Korony (Belgia, przed 1924)[13]
- Krzyż Wojenny (Belgia, przed 1924)[13]
- Kawaler Orderu Legii Honorowej (Francja, przed 1924)[13]